# Nära marken
Nära marken är en svensk psalm med text skriven 1981 av prästen Elisabeth Nordlander och musik skriven 1982 av musikläraren Jan-Inge Hall. Texten bygger på Job 12:7–10.

## Publicerad i
- Verbums psalmbokstillägg 2003 som nummer 787 under rubriken "tillsammans i världen".
- Sång i Guds värld Tillägg till Svensk psalmbok för den evangelisk-lutherska kyrkan i Finland 2015 som nummer 894 under rubriken "Kärlekens utmaning".
- Psalmer och Sånger 1987 som nummer 839 under rubriken "Tillsammans i världen".[2]
- Nya barnpsalmboken som nummer 169.[1]
- Hela familjens psalmbok 2013 som nummer 148 under rubriken "Alla vi på jorden".[3]
- Kyrksång som nummer 7.[1]
- Sjung till vår Gud som nummer 3.[1]